# Wilma Rudolph
Wilma Rudolph (Saint Bethlehem, Estats Units 1940 - Brentwood 1994) velocista afroamericana, guanyadora de quatre medalles olímpiques, i considerada una de les millors velocistes de la dècada del 1960.
Va vèncer una poliomielitis infantil i es va convertir en una campiona olímpica amb rècords mundials i una icona esportiva internacional en atletisme després dels Jocs Olímpics de 1960. Rudolph va competir en els 200 metres i va guanyar una medalla de bronze en el relleu de 4 × 100 metres als Jocs Olímpics d'estiu de 1956 a Melbourne, Austràlia. També va guanyar tres medalles d'or, en les proves individuals de 100 i 200 metres i el relleu de 4 x 100 metres als Jocs Olímpics d'estiu de 1960 a Roma, Itàlia. Rudolph va ser aclamada com la dona més ràpida del món durant la dècada del 1960 i es va convertir en la primera dona estatunidenca a guanyar tres medalles d'or en pista i camp durant un sol Jocs Olímpics.
A causa de la cobertura televisiva mundial dels Jocs Olímpics d'estiu de 1960, Rudolph es va convertir en una estrella internacional juntament amb altres atletes olímpics com Cassius Clay (més tard conegut com Muhammad Ali), Oscar Robertson i Rafer Johnson que van competir a Itàlia.
Com a campiona olímpica a principis de la dècada del 1960, Rudolph es trobava entre les dones negres més visibles als Estats Units i a l'estranger. Es va convertir en un model a seguir per a les atletes negres i femenines i els seus èxits olímpics van ajudar a elevar l'atletisme femení als Estats Units. Rudolph també és considerat com un pioner dels drets civils i dels drets de les dones. El 1962, Rudolph es va retirar de la competició en el cim de la seva carrera atlètica com a rècord mundial en les proves individuals de 100 i 200 metres i els relleus de 4 × 100 metres. Després de competir als Jocs Olímpics d'estiu de 1960, el graduat de 1963 a la Universitat Estatal de Tennessee es va convertir en educadora i entrenadora. Rudolph va morir d'un càncer de cervell i gola el 1994, i els seus èxits es recorden en una varietat d'homenatges, com ara un segell postal dels EUA, pel·lícules documentals i una pel·lícula feta per a la televisió, així com en nombroses publicacions, especialment llibres per a joves lectors.

## Biografia

### Primers anys i educació
Wilma va néixer prematurament fill de Blanche Rudolph amb 2 kg el 23 de juny de 1940, a Saint Bethlehem, Tennessee (ara part de Clarksville). Era la vintena de 22 fills dels dos matrimonis del seu pare Ed Rudolph. Poc després del naixement de Wilma, la seva família es va traslladar a Clarksville, Tennessee, on va créixer i va anar a l'escola primària i secundària. El seu pare, Ed, que treballava com a porter de ferrocarril i feia feines ocasionals a Clarksville, va morir el 1961; la seva mare, Blanche, va treballar com a minyona a les cases de Clarksville i va morir el 1994.
Rudolph va patir diverses malalties de la primera infància, incloent pneumònia i escarlatina, i va contreure paràlisi infantil (causada pel virus de la poliomielitis) als cinc anys. Es va recuperar de la poliomielitis, però va perdre força a la cama i al peu esquerres. Amb una discapacitat física durant gran part de la seva vida primerenca, Rudolph va portar un suport per a les cames fins als dotze anys. Com que hi havia poca atenció mèdica disponible per als residents afroamericans de Clarksville a la dècada del 1940, els pares de Rudolph van buscar tractament per a ella al Meharry Medical College, històricament negre (ara Nashville General Hospital at Meharry) a Nashville, Tennessee, a uns 80 km de Clarksville.
Durant dos anys, Rudolph i la seva mare van fer viatges setmanals en autobús a Nashville per rebre tractaments per recuperar l'ús de la seva cama debilitada. També va rebre tractaments posteriors de massatge a casa quatre vegades al dia per part de membres de la seva família i va portar una sabata ortopèdica per sostenir el peu durant dos anys més. A causa dels tractaments que va rebre a Meharry i dels massatges diaris dels membres de la seva família, Rudolph va poder superar els efectes debilitants de la poliomielitis i va aprendre a caminar sense suport per a les cames ni sabata ortopèdica quan tenia dotze anys.
Rudolph va ser inicialment escolaritzada a casa a causa de les malalties freqüents que la van fer perdre el jardí d'infants i el primer grau. Va començar a cursar segon grau a l'escola primària Cobb de Clarksville el 1947, quan tenia set anys. Rudolph va anar a la Burt High School de Clarksville, on va destacar en bàsquet i pista. Durant el seu darrer any de secundària, Rudolph es va quedar embarassada del seu primer fill, Yolanda, que va néixer el 1958, unes setmanes abans de la seva inscripció a la Tennessee State University a Nashville. A la universitat, Rudolph va continuar competint en pista. També es va convertir en membre de la fraternitat Delta Sigma Theta. El 1963, Rudolph es va graduar a l'estat de Tennessee amb una llicenciatura en educació. L'educació universitària de Rudolph va ser pagada per la seva participació en un programa de beques d'estudi i treball que li obligava a treballar al campus de TSU durant dues hores al dia.

## Carrera esportiva

### Primers anys
Rudolph es va presentar per primera vegada als esports organitzats a Burt High School, el centre de la comunitat afroamericana de Clarksville. Després de completar uns quants anys de tractaments mèdics per recuperar l'ús de la cama esquerra, Rudolph va optar per seguir els passos de la seva germana Yvonne i va començar a jugar a bàsquet a vuitè grau. Rudolph va continuar jugant a bàsquet a l'escola secundària, on es va convertir en titular de l'equip i va començar a competir en pista. En el seu segon any, Rudolph va anotar 803 punts i va establir un nou rècord de bàsquet femení de secundària. L'entrenador de l'escola secundària de Rudolph, CC Gray, li va donar el sobrenom de Skeeter (per a mosquit) perquè es movia molt ràpid.
Mentre jugava per al seu equip de bàsquet de secundària, la Rudolph va ser vista per Ed Temple, entrenador d'atletisme de l'estat de Tennessee, una gran oportunitat per a la jove atleta activa. El dia que Temple va veure per primera vegada l'alumna de desè, va saber que era una atleta natural. Rudolph ja havia adquirit una mica d'experiència en pista a l'equip de pista de Burt High School dos anys abans, principalment com una manera de mantenir-se ocupat entre temporades de bàsquet. Com a estudiant de segon de secundària, Rudolph va competir a l'Institut Tuskegee d’Alabama en el seu primer esdeveniment de pista important. Tot i que va perdre la carrera, Rudolph estava decidit a continuar competint i guanyar.
Temple va convidar Rudolph, de catorze anys, a unir-se al seu programa d'entrenament d'estiu a l'estat de Tennessee. Després d'anar al campament d'atletisme, Rudolph va guanyar els nou esdeveniments als quals va participar en una competició d'atletisme amateur a Filadèlfia, Pennsilvània. Sota la guia de Temple, va continuar entrenant regularment a la TSU mentre encara era estudiant de secundària. Rudolph va córrer en esdeveniments atlètics amateurs amb l'equip de pista femení de TSU, conegut com les Tigerbelles, durant dos anys més abans d'inscriure's a TSU com a estudiant el 1958.

### Jocs Olímpics d'estiu de 1956
Quan Rudolph tenia setze anys i era júnior a l'escola secundària, va anar a les proves olímpiques dels Estats Units de 1956 per equips de pista i camp a Seattle, Washington, i es va classificar per competir en la prova individual de 200 metres als Jocs Olímpics d'Estiu de 1956 a Melbourne, Austràlia. Rudolph, el membre més jove de l'equip olímpic dels Estats Units, va ser un dels cinc Tigerbelles de TSU que es van classificar per als Jocs Olímpics de Melbourne de 1956.
Rudolph va ser derrotada en una sèrie preliminar de la cursa de 200 metres als Jocs Olímpics de Melbourne, però va córrer la tercera etapa del 4×100 metres relleus. L'equip estatunidenc de Rudolph, Isabelle Daniels, Mae Faggs i Margaret Matthews, tots ells TSU Tigerbelles, va guanyar la medalla de bronze, igualant el temps rècord mundial de 44,9 segons. L'equip britànic va guanyar la medalla de plata. L'equip australià, amb la medallista d'or dels 100 i 200 metres Betty Cuthbert com a cama d'àncora, va guanyar la medalla d'or en un temps de 44,5 segons. Després que Rudolph tornés a casa seva a Tennessee dels Jocs Olímpics de Melbourne, va mostrar als seus companys de secundària la medalla de bronze que havia guanyat i va decidir intentar guanyar una medalla d'or als Jocs Olímpics d'Estiu de 1960 a Roma, Itàlia.
El 1958, Rudolph es va matricular a Tennessee State, on Temple va continuar com a entrenador de pista. El 1959, als Jocs Panamericans de Chicago, Illinois, Rudolph va guanyar una medalla de plata en la prova individual de 100 metres, així com una medalla d'or en el relleu de 4 × 100 metres amb les seves companyes d'equip Isabelle Dan, Barbara Joe i Lucinda. Williams. També va guanyar el títol AAU de 200 metres el 1959 i el va defensar durant quatre anys consecutius. Durant la seva carrera, Rudolph també va guanyar tres títols coberts AAU.

### Jocs Olímpics d'estiu de 1960

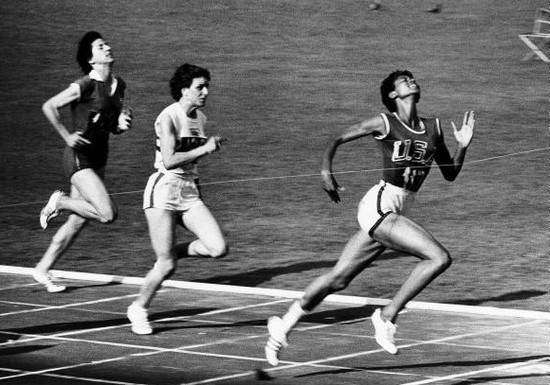
Rudolph guanya els 100 metres llisos femenins als Jocs Olímpics d'estiu de 1960 a Roma.

Mentre encara era estudiant de segon a l'estat de Tennessee, Rudolph va competir a les proves olímpiques de pista i camp dels Estats Units a la Universitat Cristiana d'Abilene a Abilene, Texas, on va establir un rècord mundial en els 200 metres llisos que va durar vuit anys. També es va classificar per als Jocs Olímpics d'Estiu de 1960 en la prova de 100 metres.
Participà, després de ser mare, als Jocs Olímpics d'Estiu de 1960 realitzats a Roma (Itàlia), on va aconseguir guanyar la medalla d'or en les tres proves de velocitat: els 100 m., 200 m. llisos i relleus 4x100 m. llisos i es va convertir en la primera dona estatunidenca a guanyar tres medalles d'or en una sola Olimpíada.
Rudolph va córrer les finals dels 100 metres llisos en un temps ajudada pel vent de 11,0 segons. (El temps de rècord no es va acreditar com a rècord mundial, perquè el vent, a 2 75 m per segon, superava el màxim de 2 m/s.) Rudolph es va convertir en la primera dona estatunidenca a guanyar una medalla d'or en la cursa de 100 metres des de la victòria d'Helen Stephens als Jocs Olímpics d'Estiu de 1936. Rudolph va guanyar una altra medalla d'or a la final dels 200 metres llisos amb un temps de 24,0 segons, després d'establir un nou rècord olímpic de 23,2 segons en la primera fase. Després d'aquestes victòries, va ser aclamada arreu del món com la dona més ràpida de la història.
El 7 de setembre de 1960, la temperatura va pujar cap als 40 °C amb milers d'espectadors a l'estadi. Rudolph va combinar esforços amb les seves companyes olímpiques de l'estat de Tennessee, Martha Hudson, Lucinda Williams i Barbara Jones, per guanyar els relleus de 4 × 100 metres amb un temps de 44,5 segons, després d'establir un rècord mundial de 44,4 segons a les semifinals. Rudolph va córrer per a l'equip estatunidenc a la final i gairebé va deixar caure el testimoni després d'una passada de Williams, però va superar Alemanya per guanyar el relleu en un final ajustat. Rudolph tenia una raó especial i personal per esperar la victòria: homenatjar Jesse Owens, el cèlebre atleta estatunidenc i estrella dels Jocs Olímpics d'Estiu de 1936 a Berlín, Alemanya, que havia estat la seva inspiració.
Rudolph va ser un dels atletes més populars dels Jocs Olímpics de Roma de 1960 i va sorgir dels Jocs Olímpics com El Tornado, la dona més ràpida de la terra. Els italians la van batejar com La Gazzella Nera ('La gasela negra'). Els francesos l'anomenaven La Perle Noire ('La perla negra'), així com La Chattanooga Choo-Choo. Juntament amb altres atletes olímpics de 1960 com Cassius Clay (més tard conegut com a Cassius Clay). Muhammad Ali), Oscar Robertson i Rafer Johnson, Rudolph es va convertir en una estrella internacional a causa de la primera cobertura televisiva mundial dels Jocs Olímpics d'aquell any Els Jocs Olímpics de Roma de 1960 van posar a Rudolph en el punt de mira públic i els mitjans de comunicació la van posar com la dama principal i una reina de l'atletisme dels Estats Units, amb elogis dels seus èxits atlètics així com de la seva bellesa i equilibri femení.

### Carrera postolímpica

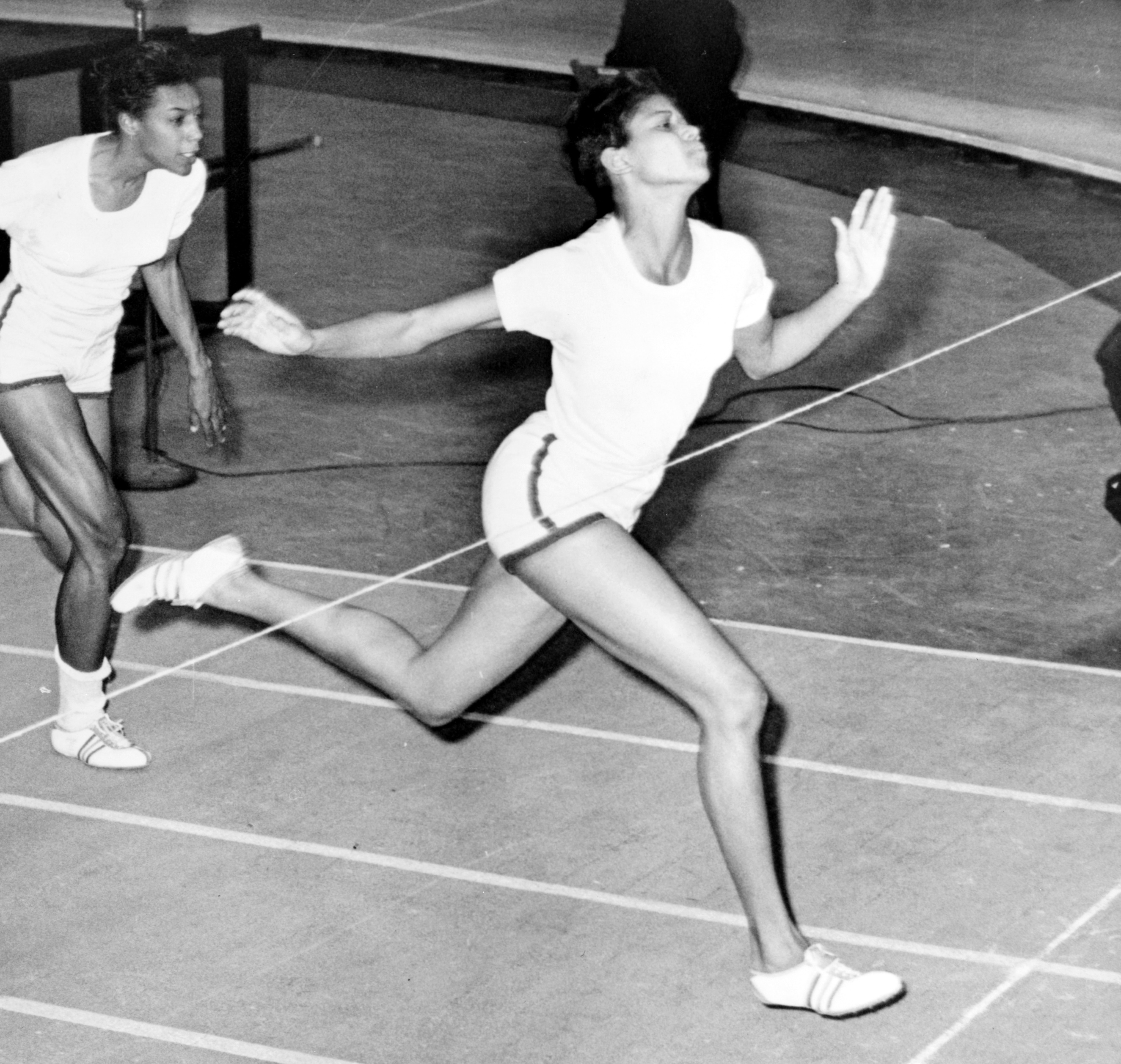
Rudolph a la meta durant la cursa de 50 iardes a la pista al Madison Square Garden, 1961

Rudolph va tornar a casa a Clarksville després de completar una gira europea després dels jocs, on ella i els seus companys olímpics van competir en reunions a Londres, Alemanya Occidental, Països Baixos i en altres llocs d’Europa. La ciutat natal de Rudolph, Clarksville, va celebrar el Welcome Wilma Day el 4 d'octubre de 1960, amb un dia complet de festes. Com que Rudolph va insistir fermament, la seva desfilada i banquet de tornada a casa es van convertir en el primer esdeveniment municipal totalment integrat de la història de la ciutat. S'estima que 1.100 persones van asssitir al banquet en el seu honor i milers van recórrer els carrers de la ciutat per veure la desfilada.
Les victòries de la medalla d'or de Rudolph a Roma també la van impulsar a fer-se una de les dones negres més visibles als Estats Units i a tot el món. El seu estatus d'estrella olímpica també va donar un enorme impuls al circuit de pista coberta en els mesos posteriors als Jocs Olímpics de Roma. El 1961, Rudolph va competir a la prestigiosa competició de pista coberta per invitació de Los Angeles, on milers van anar a veure-la córrer. A més, va ser convidada a competir en esdeveniments de pista del New York Athletic Club i es va convertir en la primera dona convidada a competir als Millrose Games. Rudolph també va ser convidat a competir als Penn Relays i als Drake Relays, entre d'altres.
Després de les seves victòries olímpiques, l'Agència d'Informació dels Estats Units va fer un documental de deu minuts, Wilma Rudolph: Olympic Champion (1961), per destacar els seus èxits a la pista. L'aparició de Rudolph el 1960 a To Tell the Truth, un programa de jocs de televisió estatunidenc, i més tard com a convidada a The Ed Sullivan Show també va ajudar a promoure la seva condició d'estrella esportiva icònica.
El 1961 Rudolph es va casar amb William Ward, membre de l'equip d'atletisme de Durham de Carolina del Nord; es van divorciar el 1963. Mentrestant, Rudolph es va retirar de la competició de pista a l'edat de vint-i-dos anys, després de les victòries a les curses de relleus de 100 metres i 4 x 100 metres a la trobada soviètica -estatunidenca a la Universitat Stanford el 1962. En el moment de la seva jubilació, Rudolph encara era el rècord mundial de 100 metres (11,2 segons establerts el 19 de juliol de 1961), 200 metres (22,9 segons establerts el 9 de juliol de 1960) i 4 x 100. També havia guanyat set títols nacionals d'esprint AAU i va establir el rècord de pista interior femení de 6,9 segons en la carrera de 60 iardes. Segons va explicar Rudolph, es va retirar en el punt àlgid de la seva carrera esportiva perquè volia deixar l'esport mentre encara estava en el seu millor moment. Com a tal, no va competir als Jocs Olímpics d'estiu de 1964 a Tòquio, Japó, dient: «Si guanyés dues medalles d'or, faltaria alguna cosa. Em quedaré amb la glòria que tinc, com va fer Jesse Owens el 1936».
Després de retirar-se de la competició, Rudolph va continuar la seva educació a l'estat de Tennessee i va obtenir una llicenciatura en educació primària el 1963. Aquell any també va fer un viatge d'un mes a l'Àfrica Occidental com a ambaixadora de bona voluntat del Departament d'Estat dels EUA. Rudolph va ser representant dels Estats Units als Jocs de l'Amistat de 1963 a Dakar, Senegal, i va visitar Ghana, Guinea, Mali i l'Alt Volta, on va assistir a esdeveniments esportius, va visitar escoles i va fer aparicions com a convidada a les emissions de televisió i ràdio. També va asssinar a l'estrena del documental de l'Agència d'Informació dels Estats Units que va destacar la seva carrera musical.
El maig de 1963, poques setmanes després de tornar d’Àfrica, Rudolph va participar en una protesta pels drets civils a la seva ciutat natal de Clarksville per desagregar un dels restaurants de la ciutat. En poc temps, l'alcalde va anunciar que els equipaments públics de la ciutat, inclosos els seus restaurants, quedaran totalment integrats. Rudolph també es va casar amb Robert Eldridge, que havia engendrat el seu fill quan estava a l'escola secundària, més tard aquell any. La parella va tenir tres fills addicionals, però es va divorciar després de disset anys de matrimoni.

## Anys posteriors
Rudolph no va guanyar diners significatius com a atleta amateur i va passar a una carrera d'ensenyament i entrenador després de la seva retirada de la competició de pista. Va començar com a professora de segon grau a la Cobb Elementary School, on havia assistit quan era petita, i va entrenar atletisme a la Burt High School, on una vegada havia estat estudiant-atleta, però el conflicte la va obligar a abandonar la posició.
Rudolph es va traslladar diverses vegades al llarg dels anys i va viure a uns quants llocs com Chicago, Illinois; Indianàpolis, Indiana; Saint Louis, Missouri; Detroit, Michigan; Tennessee; Califòrnia; i Maine.
L'autobiografia de Rudolph, Wilma: The Story of Wilma Rudolph, es va publicar el 1977. Va servir de base per a diverses altres publicacions i pel·lícules. El 2014 s'havien publicat almenys vint-i-un llibres sobre la vida de Rudolph per a nens des de preescolar fins a estudiants de secundària.
A més d'ensenyar, Rudolph va treballar per a organitzacions sense ànim de lucre i projectes patrocinats pel govern que donaven suport al desenvolupament esportiu entre els nens nord-americans. A Boston, Massachusetts, es va involucrar en el programa federal Job Corps, i el 1967 va exercir com a especialista en pistes per a Operation Champion. El 1981, Rudolph va establir i va dirigir la Wilma Rudolph Foundation, una organització sense ànim de lucre amb seu a Indianapolis, Indiana, que forma atletes joves. El 1987, Rudolph es va incorporar a la Universitat DePauw a Greencastle, Indiana, com a director del seu programa d'atletisme femení i va exercir com a consultora en afers de minories del president de la universitat.
Va passar a presentar un programa de televisió local a Indianapolis. Rudolph també va ser publicista d'Universal Studios, així com comentarista d'esports de televisió per ABC Sports durant els Jocs Olímpics d'estiu de 1984 a Los Angeles, Califòrnia, i va encendre el calder per obrir els Jocs Panamericans a Indianàpolis el 1987 davant de 80.000 espectadors al Indianapolis Motor Speedway. El 1992, dos anys abans de la seva prematura mort, Rudolph es va convertir en vicepresidenta de l'Hospital Baptista de Nashville.

## Matrimoni i família
Rudolph va sortir amb la llegenda de la boxa Muhammad Ali durant la dècada del 1960. Es va casar dues vegades, ambdós matrimonis van acabar en divorci. El 14 d'octubre de 1961, es va casar amb William Willie Ward, membre de l'equip d'atletisme de North Carolina College a Durham. Es van divorciar el maig de 1963. Després de graduar-se a l'estat de Tennessee el 1963, Rudolph es va casar amb Robert Eldridge, el seu amor de secundària, amb qui ja tenia una filla, Yolanda, nascuda el 1958. Rudolph i Eldridge van tenir quatre fills: dues filles (Yolanda, nascuda el 1958, i Djuanna, nascuda el 1964) i dos fills (Robert Jr., nascut el 1965, i Xurry, nascut el 1971). El matrimoni de disset anys va acabar en divorci.

## Mort i llegat
El juliol de 1994 (poc després de la mort de la seva mare), a Rudolph se li va diagnosticar càncer de cervell. També li havien diagnosticat càncer de gola. El seu estat es va deteriorar ràpidament i va morir el 12 de novembre de 1994, a l'edat de cinquanta-quatre anys, a casa seva de Brentwood, un suburbi de Nashville, Tennessee.
El llegat de Rudolph rau en els seus esforços per superar els obstacles que incloïen malalties infantils i una discapacitat física per fer-se la corredora més ràpida del món el 1960. Als Jocs Olímpics de Roma de 1960, es va convertir en la primera dona estatunidenca a guanyar tres medalles d'or en una sola Olimpíada. Rudolph va ser un dels primers models a seguir per a les atletes negres i femenines. El seu èxit olímpic va donar un gran impuls a la pista femenina als Estats Units. Brenda Meese, "Wilma Glodean Rudolph" in Hine, Darlene Clark, Elsa Barkley Brown, and Rosalyn Terborg-Penn, eds.. Black Women in American: A Historical Encyclopedia. II.  Bloomington, Indiana: IU Press, 1993, p. 992–93.</ref> La celebritat de Rudolph també va provocar que es trenquessin les barreres de gènere en esdeveniments d'atletisme i camp només masculins com els Millrose Games.
A més dels seus èxits esportius, Rudolph és recordada per les seves contribucions a la joventut, inclosa la fundació i la direcció de la Fundació Wilma Rudolph, que forma atletes joves. La seva vida és recordada en nombroses publicacions, especialment llibres per a joves lectors. La vida de Rudolph també ha aparegut en pel·lícules documentals i pel·lícules fetes per a televisió:
- Walter de Hoog va dirigir Wilma Rudolph: Olympic Champion (1961), el documental de deu minuts de l'Agència d'Informació dels Estats Units sobre els seus èxits a la pista.[27]
- El 1977, Bud Greenspan va produir Wilma (també coneguda com The Story of Wilma Rudolph), una adaptació docudrama per a televisió de la seva autobiografia protagonitzada per Shirley Jo Finney com Rudolph i protagonitzada per Cicely Tyson, Jason Bernard i Denzel Washington en un dels seus primers papers.[42]
- El 2015, Positive Edge Education Ltd. va encarregar a Pixel Revolution Films, una companyia cinematogràfica amb seu al Regne Unit, la producció de tres drames breus d'inspiració que es projectaran a les escoles, inclòs un sobre la vida de Rudolph. Unlimited (2015) va ser escrit i dirigit per Ian i Dominic Higgins.[43]

## Premis i honors

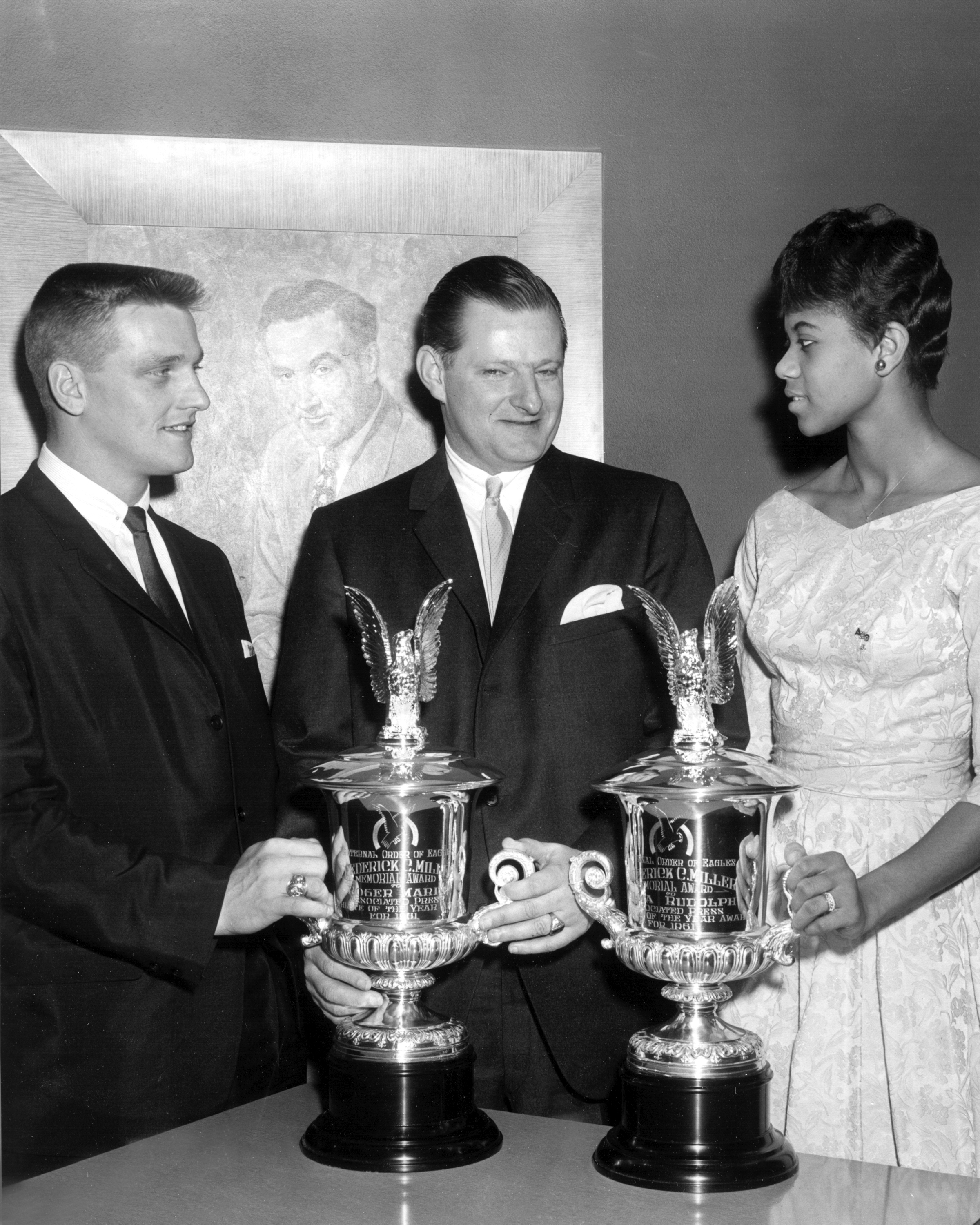
Rudolph rebent un premi Fraternal Order of Eagles amb Roger Maris (esquerra)

Rudolph va ser nomenada Atleta Internacional de l'Any de la United Press (1960) i Atleta Dona de l'Any d'Associated Press (1960 i 1961). També va rebre el premi James E. Sullivan (1960) al millor atleta amateur dels Estats Units i el premi Babe Didrikson Zaharias (1962). A més, Rudolph va tenir una reunió privada amb el president John F. Kennedy al Despatx Oval. Rudolph també va ser guardonada amb el National Sports Award (1993).
Rudolph va ser inclosa a diverses sales de la fama femenina i esportiva:
- Black Sports Hall of Fame (1973)[10]
- Saló de la fama nacional de pista i camp dels EUA (1974)[7][31]
- Saló de la fama olímpic dels Estats Units (1983)[10]
- Saló Nacional de la Fama de les Dones (1994)[44]
- National Black Sports and Entertainment Hall of Fame (2001)[45][46]

El 1984, la Women's Sports Foundation va seleccionar a Rudolph com una de les cinc dones esportistes més grans dels Estats Units. El 1996, la fundació va presentar el seu primer Wilma Rudolph Courage Award a Jackie Joyner-Kersee.
El 1994, una part de la Ruta 79 dels Estats Units va rebre el nom de Wilma Rudolph Boulevard, que s'estenia des de la Interstate 24, sortida 4, a Clarksville fins al pont del riu Vermell (Lynnwood-Tarpley) prop de la intersecció de Kraft Street. El 21 de novembre de 1995, la Comissió Memorial Wilma Rudolph va col·locar un marcador de marbre negre a la seva tomba a Edgefield Missionary Baptist Church. L'abril de 1996, es va erigir una estàtua de bronze de mida real de Rudolph a l'extrem sud del Cumberland River Walk a la base del pas per a vianants a College Street i Riverside Drive a Clarksville.
El 2012, la ciutat de Clarksville, TN, va construir el Wilma Rudolph Event Center, situat al Liberty Park a Cumberland Drive. L'estàtua de bronze de mida natural es va traslladar allà des de la seva ubicació anterior a Riverside Drive, i ara es troba allà prop de l'entrada de l’edifici.
El 2 de desembre de 1980, la Tennessee State University va batejar la seva pista coberta en honor de Rudolph. L'11 d'agost de 1995 (nou mesos després de la mort de Rudolph), la Universitat Estatal de Tennessee va dedicar un nou dormitori de sis pisos com a Wilma G. Rudolph Residence Center. L'edifici allotja dones de classe alta i graduades. Ofereix accés Wi-Fi i inclou un laboratori d'informàtica, un saló de bellesa i una cafeteria. El 1997, el governador Don Sundquist va proclamar que el 23 de juny es coneixia com el "Dia de Wilma Rudolph" a Tennessee.
El número de Sports Illustrated del 29 de desembre de 1999 va situar Rudolph en primer lloc a la seva llista de les cinquanta millors figures esportives del segle XX de Tennessee. ESPN va classificar Rudolph quaranta-un en la seva llista dels millors atletes del segle xx.
Després de la retirada de les tropes nord-americanes de Berlín l'any 1994, la Berlin American High School (BAHS) es va cedir al poble de Berlín i es va convertir en la "Gesamtschule Am Hegewinkel". L'escola va ser rebatejada com a "Wilma Rudolph Oberschule" en el seu honor l'estiu de 2000.
El 14 de juliol de 2004, el servei postal dels EUA va emetre un segell de 23 cèntims, el cinquè de la seva sèrie Distinguished Americans, en reconeixement dels seus èxits.